# Floreal Ruiz
Floreal Ruiz (Buenos Aires, 29 de marzo de 1916–Buenos Aires, 17 de abril de 1978), también conocido bajo el seudónimo "el Tata", fue un cantante, letrista y compositor de tangos argentino. 

## Biografía
Nació en el barrio de Flores de Buenos Aires. Sus primeros trabajos estuvieron relacionados con la tapicería, oficio de su padre, y con la distribución a domicilio de leche y pan. 
En su adolescencia, alrededor de 1934, se escuchaban en las radios las voces de Carlos Gardel, Ignacio Corsini y Agustín Magaldi, y Floreal incursionaba en el canto haciendo serenatas junto a su amigo Hugo del Carril.
A pesar de la oposición de su padre se presentaba en concursos de selección de cantantes utilizando los seudónimos Fabián Conde y Carlos Martel. En 1936 ganó un certamen en Radio Fénix.

## Trayectoria
En 1938 se incorporó a la orquesta de José Otero y en 1939 grabó la Marcha del Club Platense.
En 1942 debutó en Radio Prieto utilizando su nombre real. Tuvo un paso fugaz por la orquesta Armenonville dirigida por Alberto Mancione, y luego se incorporó como vocalista en la orquesta de Alfredo De Angelis, quien necesitaba un cantor acompañante del «colorado de Banfield», Héctor Morea. Finalmente formó pareja con Julio Martel, que ingresó en reemplazo de Morea.
Al año siguiente, por sugerencia de su amigo Alberto Marino, fue contratado por Aníbal Troilo para ingresar en su orquesta en reemplazo de Francisco Fiorentino, en la que permanecerá hasta 1948, conformando dúo con Edmundo Rivero y Alberto Marino. En 1944 grabó en un disco en 78 RPM el tango Marioneta.
En 1949 se une a la orquesta de Francisco Rotundo, en la que forma trío con Enrique Campos y Carlos Roldán, con quienes grabó discos en las discográficas Pampa y Odeón. Permaneció hasta 1955, cuando Rotundo disolvió su orquesta.
En 1956 José Basso lo incorporó a su orquesta, en reemplazo de Rodolfo Galé, en la que cantó junto a Alfredo Belusi, Oscar Ferrari, Jorge Durán, Alfredo del Río y Roberto Florio. Con esta orquesta grabó cuarenta tangos.
La década del sesenta fue una época en la que las orquestas tuvieron que achicarse para sobrevivir y los cantores se convirtieron en solistas. Floreal Ruiz continuó cantando con el acompañamiento del compositor y arreglador Osvaldo Requena, grabando con el sello Microfón y haciendo presentaciones en canales de televisión.
Falleció el 17 de abril de 1978. En el barrio de Flores existe un mural en homenaje a Floreal Ruiz.

## Discografía
Floreal Ruiz fue letrista y compositor, en algunos casos en colaboración. Entre sus creaciones está la milonga La cuadrera, y los tangos Mundana, Sedas, Mañana no estarás, Y no tenés perdón, Tu beso y nada más, Yo sé cuanto te quise, Dudamos los dos, Te quiero por buena, Una copa nada más, La piba más linda, Sueño cruel, Y luego la besé, Sombra.
Grabó un total de 148 tangos con las orquestas de José Otero, Alfredo De Angelis (8), Aníbal Troilo (31), Francisco Rotundo (25), José Basso (40), Luis Stazo, Osvaldo Requena, Jorge Dragone y Raúl Garello (15), en los sellos Odeón, RCA Victor, Pampa, Music Hall, Microfón y Alannicky.
Algunas de las canciones grabadas:
- Marioneta (tango), de Juan José Guichandut y Armando Tagini, con las orquestas de Alfredo De Angelis (1943), Aníbal Troilo (1944) y José Basso.
- Déjame así (tango), con la orquesta de Alfredo De Angelis. (1943)
- Cómo se muere de amor (tango), con Néstor Rodi y la orquesta de Alfredo De Angelis. (1943)
- Cero al as (tango), con la orquesta de Alfredo De Angelis. (1944)
- La guitarrera (milonga), con la orquesta de Alfredo De Angelis. (1944)
- Madre (tango), con la orquesta de Alfredo De Angelis. (1944)
- Mi novia de ayer (vals), con la orquesta de Alfredo De Angelis. (1944)
- Bajo el cono azul (tango), con Néstor Rodi y la orquesta de Alfredo De Angelis. (1944)
- Palomita blanca (vals), con Alberto Marino y la orquesta de Aníbal Troilo. (1944)
- Milonga en rojo (milonga), con Alberto Marino y la orquesta de Aníbal Troilo. (1944)
- Naranjo en flor (tango), con la orquesta de Aníbal Troilo. (1944)
- La noche que te fuiste (tango), con la orquesta de Aníbal Troilo. (1945)
- Equipaje (tango), con la orquesta de Aníbal Troilo. (1945)
- Camino del Tucumán (tango), con Alberto Marino y la orquesta de Aníbal Troilo. (1946)
- Confesión (tango), con la orquesta de Aníbal Troilo. (1947)
- Flor de lino (vals), con la orquesta de Aníbal Troilo. (1947)
- Romance de barrio (vals), con la orquesta de Aníbal Troilo. (1947)
- El Morocho y el Oriental-Gardel-Razzano (milonga), con Edmundo Rivero y la orquesta de Aníbal Troilo. (1947)
- Lagrimitas de mi corazón (vals), con Edmundo Rivero y la orquesta de Aníbal Troilo. (1948)
- De todo te olvidas (tango), con la orquesta de Aníbal Troilo. (1948)
- Aquel tapado de armiño (tango), con la orquesta de Francisco Rotundo. (1950)
- Sobre el pucho, con Enrique Campos y la orquesta de Francisco Rotundo. (1951)
- El viejo vals, con Enrique Campos y la orquesta de Francisco Rotundo. (1951)
- Muriéndome de amor (tango), con la orquesta de José Basso. (1956)
- Vieja amiga, con la orquesta de Francisco Rotundo.
- Un placer (vals), con Alfredo Belusi y la orquesta de José Basso. (1958)
- Felicidad (tango), con Alfredo Belusi y la orquesta de José Basso. (1959)
- Como dos extraños (tango), con la orquesta de José Basso. (1961)
- Yo te canto novia mía, con Jorge Durán y la orquesta de José Basso.
- Viejo café, con Jorge Durán y la orquesta de José Basso.
- Buenos Aires conoce, con la Orquesta Típica Porteña de Raúl Garello.
- A quién le puede importar, con la Orquesta Típica Porteña de Raúl Garello.
- Y no puede ser, con la Orquesta Típica Porteña de Raúl Garello.
- Perfume de mujer, con la Orquesta Típica Porteña de Raúl Garello.
- Cuándo volverás, con la Orquesta Típica Porteña de Raúl Garello.
- Divina, con la Orquesta Típica Porteña de Raúl Garello.